# Cazin
Cazin je grad u sjeverozapadnom dijelu Bosne i Hercegovine na križanju puteva koji vode od Bihaća prema Velikoj Kladuši, susjednoj Hrvatskoj i dalje prema zapadnoj Europi, zatim preko Rakovice prema Jadranskom moru i jugozapadno preko Bosanske Krupe prema Banjoj Luci, Tuzli i dalje prema istoku.
Grad Cazin prostire se na 356 km². Prevladava niskobrdoviti reljef između 200 i 400 metara nadmorske visine. Ukupne površine obradivog zemljišta iznose 21.331 hektara. Šume zauzimaju oko 25 % teritorija, dok na vodotoke otpada 0,18 % površine.

## Povijest
Područje Cazina bilo je naseljeno još u pretpovijesnom dobu. Na lokalitetima Stijena, Selište, Gradina i Čungar pronađeni su ostatci raznih predmeta od kostiju, kamena, gline i bakra koji potječu iz pretpovijesnog doba.
Od doseljenja Hrvata do osmanskog osvajanja, okolni prostor je bio pod upravom Hrvatskog Kraljevstva, a od 12. stoljeća je i dio Zagrebačke županije i biskupije.
Dana 6. svibnja 1950. na području cazinskog i susjednih velikokladuškog i slunjskog kotara izbila je Kordunaška buna, pobuna seljaka protiv nasilne kolektivizacije, prisilna otkupa i visokih nameta, koji je milicija i vojska ugušila sljedećeg dana u krvi.

## Stanovništvo

### Popisi 1971. – 1991.
| Stanovništvo općine Cazin |                  |                  |                  |
| godina popisa             | 1991.            | 1981.            | 1971.            |
| Muslimani                 | 61.693 (97,29 %) | 55.401 (97,00 %) | 43.880 (96,50 %) |
| Srbi                      | 778 (1,22 %)     | 826 (1,44 %)     | 1196 (2,63 %)    |
| Hrvati                    | 139 (0,21 %)     | 122 (0,21 %)     | 175 (0,38 %)     |
| Jugoslaveni               | 430 (0,67 %)     | 529 (0,92 %)     | 51 (0,11 %)      |
| ostali i nepoznato        | 369 (0,58 %)     | 232 (0,40 %)     | 166 (0,36 %)     |
| ukupno                    | 63.409           | 57.110           | 45.468           |

#### Cazin (naseljeno mjesto), nacionalni sastav
| Cazin              |                  |                |                |
| godina popisa      | 1991.            | 1981.          | 1971.          |
| Muslimani          | 11.536 (94,53 %) | 1601 (83,21 %) | 1061 (84,67 %) |
| Srbi               | 129 (1,05 %)     | 75 (3,89 %)    | 97 (7,74 %)    |
| Hrvati             | 95 (0,77 %)      | 45 (2,33 %)    | 66 (5,26 %)    |
| Jugoslaveni        | 275 (2,25 %)     | 186 (9,66 %)   | 17 (1,35 %)    |
| ostali i nepoznato | 168 (1,37 %)     | 17 (0,88 %)    | 12 (0,95 %)    |
| ukupno             | 12.203           | 1924           | 1253           |

### Popis 2013.
| Stanovništvo grada Cazina |                  |
| godina popisa             | 2013.            |
| Bošnjaci                  | 63.463 (95,94 %) |
| Hrvati                    | 320 (0,48 %)     |
| Srbi                      | 29 (0,04 %)      |
| ostali i nepoznato        | 2337 (3,53 %)    |
| ukupno                    | 66.149           |

| Cazin – naseljeno mjesto |                  |
| godina popisa            | 2013.            |
| Bošnjaci                 | 12.938 (93,33 %) |
| Hrvati                   | 175 (1,26 %)     |
| Srbi                     | 10 (0,07 %)      |
| ostali i nepoznato       | 740 (5,34 %)     |
| ukupno                   | 13.863           |

## Naseljena mjesta
Grad Cazin sačinjavaju sljedeća naseljena mjesta:
Bajrići,
Brezova Kosa, 
Bukovica, 
Cazin, 
Crnaja, 
Čajići, 
Čizmići, 
Ćehići, 
Ćoralići, 
Donja Barska, 
Donja Koprivna, 
Donja Lučka, 
Glogovac, 
Gornja Barska, 
Gornja Koprivna, 
Gornja Lučka, 
Gradina, 
Hadžin Potok, 
Kapići, 
Kličići, 
Kovačevići, 
Krakača, 
Krivaja, 
Liđani, 
Liskovac, 
Ljubijankići, 
Majetići, 
Miostrah, 
Mujakići, 
Mutnik, 
Osredak, 
Ostrožac, 
Ostrožac na Uni, 
Pećigrad, 
Pivnice, 
Pjanići, 
Podgredina, 
Polje, 
Ponjevići, 
Prošići, 
Rošići, 
Rujnica, 
Skokovi, 
Stijena, 
Šturlić, 
Šturlićka Platnica, 
Toromani, 
Tržac, 
Tržačka Platnica, 
Tržačka Raštela, 
Urga, 
Vilenjača, 
Vrelo i 
Zmajevac.
Na popisima 1971. i 1981. godine, postojala su i naseljena mjesta: Bašče, Begove Kafane, Gečeti, Gnjilovac, Japića Brdo, Klen, Klisa, Krndija, Puškari, Seferagići, Slatina, Stara Govedarnica i Žegar. Ova naselja su na popisu 1991. godine ukinuta i pripojena drugim naseljenim mjestima.

## Mjesne zajednice
Na popisu stanovništva 1991. godine, općina Cazin je imala 54 naseljena mjesta raspoređena u 23 mjesnih zajednica:

### Gradske mjesne zajednice
- MZ Cazin (9775 st.)
- MZ Gnjilavac (3917 st.)
- MZ Slatina (1454 st.)
- MZ Ćoralići (3986 st.) – obuhvaća naselja: Ćoralići, Kapići i Kovačevići.
- MZ Donja Koprivna (1580 st.) – obuhvaća naselja: Donja Koprivna i Pivnice.
- MZ Gornja Koprivna (3520 st.) – obuhvaća naselja: Gornja Koprivna, Liđani, Ljubijankići, Ponjevići i Toromani.
- MZ Krivaja (1065 st.) – obuhvaća naselje Krivaja.
- MZ Liskovac (3345 st.) – obuhvaća naselja: Čajići, Donja Barska i Liskovac.
- MZ Mutnik (2364 st.) – obuhvaća naselje Mutnik.
- MZ Ostrožac (4134 st.) – obuhvaća naselja: Majetići, Ostrožac, Ostrožac na Uni i Prošići.
- MZ Pećigrad (3778 st.) – obuhvaća naselja: Donja Lučka, Gornja Lučka, Mujakići, Pećigrad i Rošići.
- MZ Pjanići (1817 st.) – obuhvaća naselje Pjanići.
- MZ Skokovi (3857 st.) – obuhvaća naselja: Brezova Kosa, Gornja Barska, Krakača i Skokovi.
- MZ Stijena (7881 st.) – obuhvaća naselja: Bajrići, Glogovac, Miostrah, Podgredina, Stijena, Vilenjača i Zmajevac.
- MZ Šturlić (3825 st.) – obuhvaća naselja: Hadžin Potok, Šturlić i Šturlićka Platnica.
- MZ Tržačka Raštela (5908 st.) – obuhvaća naselja: Bukovica, Crnaja, Ćehići, Rujnica, Tržac, Tržačka Platnica, Tržačka Raštela i Urga.
- MZ Vrelo (1203 st.) – obuhvaća naselja: Gradina, Osredak i Vrelo.
- MZ Ljubijankići (760 st.) – obuhvaća naselja: Ljubijankići.
- MZ Prošići (900 st.) – obuhvaća naselje: Prošići
- MZ Majetići (1530 st.) – obuhvaća naselja: Kula Begići,Mesići,Podgaj,
- MZ Polje (1640 st.) – obuhvaća naselje: Polje,Ikanovići,Redžići,Brdo Herdić,Selimovići,Đulinac,Begići
- MZ Miostrah (1420 st.) obuhvaća naselje: Miostrah
- MZ Čizmići (1200 st.) obuhvaća naselje: Čizmići

## Gospodarstvo
Posebno mjesto u poljoprivredi zauzima stočarstvo u čemu prednjači proizvodnja sirovog kravljeg mlijeka. Cazin je tijekom 2005. godine jedan od najvećih proizvođača mlijeka u BiH. Pored proizvodnje mlijeka značajno mjesto zauzima i proizvodnja povrća i voća u kooperantskim odnosima za prerađivačke kapacitete "Agrokomerca" kao i proizvodnja ljekovitog i industrijskog bilja te skupljanje ljekovitog bilja i šumskih plodova.
Značajno je spomenuti građevinarstvo i trgovinu. Tijekom rata gospodarstvo Cazina je pretrpjelo značajne štete na svojoj imovini, a istodobno je izgubilo kompletno prijeratno tržište.
Na lokalnoj razini se ističe industrija građevinarstva, proizvodnja medicinskih instrumenata, proizvodnja peradi, klanje i konfekcioniranje mesa peradi, te trgovina koja je apsolutni nosilac trgovinske branše na općini. 
Cazin trenutno ima nešto više od 7000 nezaposlenih. Siva ekonomija je prisutna i prema nekim procjenama obuhvaća više od 50 % ukupne ekonomije Cazina.

### Mineralni resursi
Na području Cazina nalaze se značajne geološke rezerve gipsa, tufora, kvarcnog pijeska, pločastih vapnenaca i drugih minerala.
Sjeveroistočno od naselja Stijena, na površini nešto manjoj od 1 km² otkrivene su naslage gipsa. Geološke rezerve su relativno velike, pa se cijeni da postoje uvjeti za dalja istraživanja radi utvrđivanja industrijskih rezervi i njegovu primjenu u građevinarstvu.
Utvrđeni su pojasevi i leće tufova i tufita u vertikalnoj i lateralnoj alternaciji s laporima. Najčešće su to kilometar dugi i 500 m široki pojasevi. Na industrijsko testiranje poslani su uzorci s lokaliteta istočno od Tržca i dobiveni su pozitivni rezultati, što znači da bi se tufovi mogli upotrebljavati za proizvodnju klinkera.
Južno od Cazina registriran je pojas kvarcnih pješčara. Debljina slojeva kreće se od 5-20 cm. 
Zapadno od Cazina, uz glavnu cestu kod Ćoralića, postoji ciglana u čijoj neposrednoj blizini se nalazi ležište ciglarske gline. Postoje nalazišta ciglarske gline i na drugim lokalitetima sa znatnim geološkim rezervama.
Prerađivanje dolomita kod Ćoralića (Džehveruša) je poznato i izvan granica Unsko-sanske županije. Osim lokaliteta "Džehveruša" sigurno postoje značajne, dovoljno neistražene, geološke rezerve tih dolomita na području Cazina.
Cazinski ugljeni bazen proteže se od Gnjilavca na jugoistoku do Šturlića na sjeverozapadu, na dužini od oko 20 km i prosječnoj širini oko 6 km. 
Ugljen ovog bazena je lignit-mrki ugljen koji ima zadovoljavajuću debljinu i kvalitet u tri odvojena lokaliteta: Pjanići, Crnaja i Šturlić. Debljina sloja u Pjanićima je u prosjeku 2 metra, u Crnaji 3 m, a u Šturliću preko 4,5 metara. 
Prema raspoloživim podacima može se reći da ugljen bazena Cazin-Tržac pripada vrsti nešto lošijih mrkih ugljena (mrko-lignitski ugljeni). Donja toplinska vrijednost ugljena je 13.593 kJ (3245 kcal), sadržaj vlage je 30,75 %, pepela 17,6 %, a sumpora 2,90 %. Prema sadržaju sumpora ovaj mrkolignitski ugljen spada u kvalitetnije ugljene.
Na lokalitetima Pjanića i Crnaje istražene su i obračunate bilansne rezerve A+B+C1 kategorije od 2.797.000 t, a izvanbilansne C2 kategorije od oko 40.000.000 t ugljena.
Ograničena istraživanja izvršena na termalnim izvorima na području Tržačkih Raštela su pokazala da se radi o ne agresivnim termalnim vodama, čije su temperature uz veće izdašnosti male u plićim zonama.

### Turizam
Turizam u Cazinu je uglavnom vezan za hotel Sedru koja je imala ugovorene aranžmane za redovne posjete turista iz Nizozemske za vrijeme proljeća, ljeta i dijela jeseni. Kroz ove aranžmane prezentiran je Cazinski sajam, dio vjerskih objekata i gastro-ponuda.
U poslijeratnom periodu je došlo do značajnijih posjeta turista odnosno Sedri u sklopu manifestacija “Una-regata” raftinga rijekom Unom od Bihaća preko Cazina do Bosanske Krupe. Prisutan je i kongresni turizam kroz organizaciju raznih seminara, savjetovanja, naučnih skupova i sl. Novost je organizacija EKO sajma koji je prvi put održan na terenima kompleksa Sedra.
Poseban značaj razvoju turizma u Cazinu daje srednjovjekovni Stari grad "Ostrožac" kao jedan od rijetkih dvoraca iz austrougarskog perioda sačuvanih na Balkanu. Također, tu su nekoliko srednjovjekovnih utvrda: Pećigrad, Stijena, Šturlić...

## Poznate osobe
- Hazim Akmadžić, književnik
- Osman Hadžić, pjevač
- Štefanija Jurkić, hrv. književnica[4]
- Hamdija Pozderac, političar
- Ahmet Hadžipašić, političar
- Safet Nadarević, nogometaš
- Nermin Puškar, pjevač

## Šport
Održavaju se Novogodišnji malonogometni turnir Cazin (Cazinska zima), od 2010. Međunarodni malonogometni turnir za djecu "Djeca Bosne", od 2016. malonogometni turnir Bubamara C-Cup, od 2015. malonogometni turnir C-CUP Cazin.
Cazinski polumaraton održava se od 2013.

## Vanjske poveznice
- Službene stranice